# 鳥井信宏
鳥井 信宏（とりい のぶひろ、1966年〈昭和41年〉3月10日 - ）は、日本の実業家。サントリーホールディングス創業者・鳥井家本家の鳥井信一郎の長男で鳥井信治郎の曾孫にあたり、サントリーホールディングス代表取締役社長及びサントリー代表取締役社長を務める。また、公益社団法人ACジャパンの理事長も務めている。

## 略歴・人物
大阪府出身。日本興業銀行を経て、1997年（平成9年）サントリー入社。
「ザ・プレミアム・モルツ」の戦略部長として、モンドセレクションの最高金賞を3年連続で受賞させる。2009年には欧州の清涼飲料メーカーであるオランジーナ・シュウェップス社を33億ドルで買収、サントリーの持ち株会社体制への移行に伴い、2009年4月にサントリーHDの執行役員、常務、専務を歴任後、サントリー食品インターナショナルの社長に就任。2016年に退社してサントリーホールディングス代表取締役副社長となった。
非上場のサントリーでは、創業者・鳥井信治郎の次男で母方の姓を継いだ佐治敬三が2代目社長に就任し、創業者一族の鳥井家と佐治家の直系が交代して社長を4代務めており、産経新聞によると、「信宏氏がいずれ（サントリーホールディングスの）社長に就任することは、誰もが認める既定路線」という。
また、2023年には公益社団法人ACジャパンの副理事長に就任。翌年の2024には同団体の理事長に就任した。

## 年譜
- 1981年（昭和56年） - 大阪教育大学附属池田中学校卒業[6]
- 1984年 - 大阪教育大学附属高等学校池田校舎卒業
- 1989年（平成元年） - 慶應義塾大学経済学部卒業
- 1991年 - 米国・ブランダイス大学国際経済・金融学修士課程修了。日本興業銀行（現・みずほフィナンシャルグループ）入行
- 1997年 - サントリー入社
- 2002年 - 大阪支社長
- 2003年 - 東海北陸営業本部長
- 2005年 - 営業統括本部部長
- 2006年 - 同本部長兼ビール事業部プレミアム戦略部長
- 2007年 - 取締役
- 2009年 - サントリーホールディングス執行役員
- 2010年 - 常務
- 2011年 - 専務を経て、サントリー食品インターナショナル社長
- 2017年 - サントリーホールディングス代表取締役副社長[7]、サントリーBWS代表取締役社長[8]
- 2022年 - サントリー代表取締役社長[9][10]
- 2023年 - 公益社団法人ACジャパン副理事長
- 2024年 - サントリーホールディングス代表取締役副社長COO[11]、ACジャパン理事長
- 2025年 - サントリーホールディングス代表取締役社長